# Démographie linguistique
 (octobre 2023).
Si vous disposez d'ouvrages ou d'articles de référence ou si vous connaissez des sites web de qualité traitant du thème abordé ici, merci de compléter l'article en donnant les références utiles à sa vérifiabilité et en les liant à la section « Notes et références ».
La démographie linguistique (ou démolinguistique) est une spécialité de la démographie. À l’instar de la démographie proprement dite, elle décrit les populations, analyse leur structure (âge, sexes, etc.) et fait l’étude de leur dynamisme dans le temps (accroissement naturel, accroissement migratoire). Sa particularité porte sur les groupes linguistiques qui composent une population ou une sous-population d’un territoire donné (pays, province, état). Selon la disponibilité des sources statistiques, les groupes linguistiques sont définis par la langue maternelle, par la principale langue habituellement parlée à un moment déterminé, ou autrement. 